# Lodovico Zambeletti (pittore)
Lodovico Zambeletti (Milano, 1881 – Milano, 4 giugno 1966) è stato un pittore italiano.

## Biografia

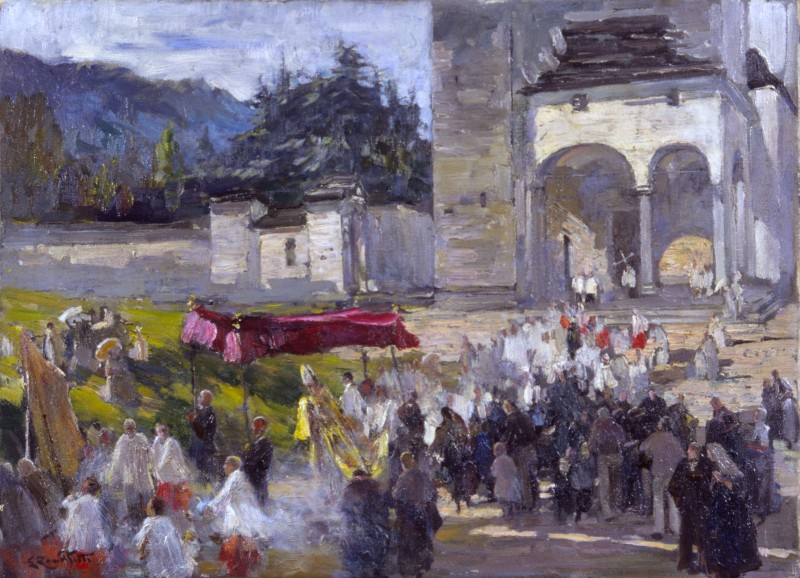
L.Zambeletti
Processione in Val Vigezzo, 1930-1940
Fondazione Cariplo, Milano

Lodovico Zambeletti era nipote omonimo del fondatore della casa farmaceutica Zambeletti. Portato naturalmente alle belle arti, ha seguito i corsi dell'Accademia di Brera dove è stato allievo di Cesare Tallone.

Dopo i primi modi postimpressionisti, evolve verso una pittura con esiti più solidamente strutturati.
Nel 1924 è invitato ad esporre alla XIV Biennale di Venezia. 
Si è dedicato con buon successo a soggetti prevalentemente di paesaggio, ma anche di figure di genere e di ambiente.

Importante anche la sua attività di ritrattista, con opere conservate nelle quadrerie della Cà Granda di Milano, dell'Istituto dei Ciechi e del Teatro dei Filodrammatici.
È stato socio della società artistica Permanente di Milano dove ha esposto in occasione della XX Biennale Nazionale di Milano nel 1957.
Morto celibe a 85 anni ha nominato proprio erede l'Ospedale Maggiore di Milano, destinandovi i ritratti dei genitori e dello zio materno, opere del secondo decennio del secolo. Le civiche raccolte d'arte moderna del Comune di Milano conservano altri suoi dipinti.